# Processing (programozási nyelv)
A
Processing egy nyílt forráskódú programozási nyelv és integrált fejlesztői környezet (IDE). Ez a programozási nyelv a Javán alapul, de egyszerűsített szintaxist és grafikus programozási modellt használt.

## Hello World!

### Konzolra
A Processingben a Hello World! program nagyban hasonlít a java Hello World!-jéhez, de egyszerűbb:
```
println
(
"Hello World!"
);

```

### Ablakban
Egy ablakba kiírni a Hello World!-öt kicsit bonyolultabb:
```
void
 
setup
()
 
{

  
// Beállítjuk az ablak méretét és az anti-aliasing-ot

  
size
(
200
,
 
200
);

  
smooth
();

  
// Beállítjuk a tinta színét, a betűtípust és a szöveg igazítását

  
fill
(
0
);
  
// Fekete

  
// Állítsuk be a betűtípust (az alapértelmezett a Sans Serif)

  
textFont
(
createFont
(
"SansSerif"
,
18
));

  
textAlign
(
CENTER
);

  
noLoop
();
  
// a draw() metódus csak egyszer fut le

}

void
 
draw
()
 
{

  
// Rajzoljuk ki a szöveget az előbb beállított betűtípussal és színnel az ablak közepére

  
text
(
"Hello World!"
,
 
width
/
2
,
 
height
/
2
);

}

```

## Fordítás
Ez a szócikk részben vagy egészben  a   Processing (programming language) című angol Wikipédia-szócikk fordításán alapul.  Az eredeti cikk szerkesztőit annak laptörténete sorolja fel. Ez a jelzés csupán a megfogalmazás eredetét és a szerzői jogokat jelzi, nem szolgál a cikkben szereplő információk forrásmegjelöléseként.
1. ↑  Release 4.3.1, 2024. november 12. (Hozzáférés: 2025. január 12.)